# Škrjanci
Škrjanci (znanstveno ime Alaudidae) so družina ptičev pevcev, razširjena po vsej Evraziji, Afriki in Avstraliji, ena vrsta - Eremophila alpestris pa je uspešno poselila večji del Severne Amerike. Živijo v zelo raznolikih habitatih, večina vrst pa preferira suha območja.
V splošnem so to majhni do srednje veliki ptiči rjavkaste barve, dolgi med 12 in 24 cm. Znani so predvsem po privlačnem petju, ki ga izvajajo med spreletavanjem v višave, zaradi česar pogosto navdihujejo umetniška dela. Vse vrste gnezdijo na tleh ali v bližini tal, kjer se tudi največ zadržujejo v iskanju hrane. So večinoma vsejedi; glavnino prehrane predstavljajo semena, dopolnjujejo pa jo z žuželkami.
Po več značilnostih se jasno ločujejo od drugih skupin pevcev. Morfološko jih najzanesljiveje označuje tarzalni del stopala, katerega zadnji rob je zaokrožen in poraščen s samo eno vrsto lusk (ostali pevci imajo dve vrsti, ki izraščata iz koničastega zadnjega roba). So tudi edini znani pevci, ki med prvo golitvijo odvržejo vse perje.
V slovenščini se beseda »škrjanec« največkrat rabi za poljskega škrjanca (Alauda arvensis), ki je tu najpogostejši, poleg te vrste pa sta na ozemlju Slovenije od škrjancev redno prisotna še čopasti (Galerida cristata) in hribski škrjanec (Lullula arborea). Na preletu je občasno videti kratkoprstega škrjančka (Calandrella brachydactyla), obstaja pa tudi en zanesljiv podatek o pojavljanju laškega škrjanca (Melanocorypha calandra), ki sicer gnezdi južneje.

## Taksonomija in sistematika

### Živeči rodovi
Družina Alaudidae vsebuje 102 živečih vrst, ki so razdeljene v 24 rodov:
| Slika | Rod                                | Živeče vrste |
| ----- | ---------------------------------- | --- |
|       | Alaemon Keyserling & Blasius, 1840 | - Alaemon alaudipes - Alaemon hamertoni |
|       | Chersomanes Cabanis, 1851          | - Chersomanes beesleyi - Chersomanes albofasciata |
|       | Ammomanopsis Bianchi, 1905         | - Ammomanopsis grayi |
|       | Certhilauda Swainson, 1827         | - Certhilauda chuana - Certhilauda subcoronata - Certhilauda benguelensis - Certhilauda semitorquata - Certhilauda curvirostris - Certhilauda brevirostris |
|       | Pinarocorys Shelley, 1902          | - Pinarocorys nigricans - Pinarocorys erythropygia |
|       | Ramphocoris Bonaparte, 1850        | - Ramphocoris clotbey |
|       | Ammomanes Cabanis, 1851            | - Ammomanes deserti - Ammomanes cinctura - Ammomanes phoenicura |
|       | Eremopterix Kaup, 1836             | - Eremopterix australis - Eremopterix hova - Eremopterix nigriceps - Eremopterix leucotis - Eremopterix griseus - Eremopterix signatus - Eremopterix verticalis - Eremopterix leucopareia |
|       | Calendulauda Blyth, 1855           | - Calendulauda sabota - Calendulauda poecilosterna - Calendulauda alopex - Calendulauda africanoides - Calendulauda albescens - Calendulauda burra - Calendulauda erythrochlamys - Calendulauda barlowi |
|       | Heteromirafra Grant, 1913          | - Heteromirafra ruddi (Grant, 1908) - Heteromirafra archeri Clarke, 1920 |
|       | Mirafra Horsfield, 1821            | - Mirafra fasciolata - Mirafra apiata - Mirafra hypermetra - Mirafra africana - Mirafra sharpii - Mirafra rufocinnamomea - Mirafra angolensis - Mirafra williamsi - Mirafra passerina - Mirafra cheniana - Mirafra javanica - Mirafra microptera - Mirafra assamica - Mirafra erythrocephala - Mirafra erythroptera - Mirafra affinis - Mirafra gilletti - Mirafra rufa - Mirafra collaris - Mirafra ashi - Mirafra somalica - Mirafra pulpa - Mirafra cordofanica - Mirafra albicauda |
|       | Lullula Kaup, 1829                 | - Lullula arborea (hribski škrjanec) |
|       | Spizocorys Sundevall, 1872         | - Spizocorys obbiensis - Spizocorys sclateri - Spizocorys starki - Spizocorys fremantlii - Spizocorys personata - Spizocorys fringillaris - Spizocorys conirostris |
|       | Alauda Linnaeus, 1758              | - Alauda leucoptera - Alauda razae - Alauda gulgula - Alauda arvensis (poljski škrjanec) |
|       | Galerida Boie, F, 1828             | - Galerida deva - Galerida modesta - Galerida magnirostris - Galerida theklae - Galerida cristata (čopasti škrjanec) - Galerida malabarica - Galerida macrorhyncha |
|       | Eremophila F. Boie, 1828           | - Eremophila alpestris (uhati škrjanec) - Eremophila bilopha |
|       | Calandrella Kaup, 1829             | - Calandrella acutirostris - Calandrella dukhunensis - Calandrella blanfordi - Calandrella eremica - Calandrella cinerea - Calandrella brachydactyla (kratkoprsti škrjanček) |
|       | Melanocorypha F. Boie, 1828        | - Melanocorypha bimaculata - Melanocorypha calandra (laški škrjanec) - Melanocorypha yeltoniensis - Melanocorypha mongolica - Melanocorypha maxima |
|       | Chersophilus Sharpe, 1890          | - Chersophilus duponti |
|       | Eremalauda WL Sclater, 1926        | - Eremalauda dunni - Eremalauda eremodites |
|       | Alaudala Horsfield & Moore, 1858   | - Alaudala athensis - Alaudala cheleensis - Alaudala somalica - Alaudala heinei - Alaudala rufescens - Alaudala raytal |

### Izumrli rodovi
- Rod Eremarida – (Eremarida xerophila)